# Karel Stessens
Karel Stessens (Antwerpen, 29 september 1949) is een voormalig Belgische syndicalist. Hij was de voorzitter van de ABVV-vakcentrale ACOD.

## Levensloop
Stessens studeerde aan het Stedelijk instituut voor handel en administratie te Antwerpen, alwaar hij in 1970 afstudeerde als gegradueerde in de 'marketing & distributie'. Tevens heeft hij een graduaat in de 'boekhouding'.
Hij begon zijn leidinggevende functie binnen de socialistische vakbond bij ACOD TBM (Tram Bus Metro), als gewestelijk voorzitter te Antwerpen en Limburg. Later werd hij nationaal TBM-secretaris en vervolgens algemeen secretaris van de ACOD. 
Sinds maart 2006 werd hij voorzitter van de  ACOD en vicevoorzitter van de federale ACOD. Op 20 december 2006 werd bekend dat het federaal uitvoerend bureau van het ACOD hem benoemde tot federaal voorzitter, een functie die hij tot 1 oktober 2014 uitvoerde. Hij werd opgevolgd door Michel Meyer als federaal voorzitter en door Chris Reniers als Vlaams voorzitter van de ACOD.
Begin 2012 dwong hij Open Vld-minister van pensioenen Vincent Van Quickenborne om zijn pensioenplannen voor het overheidspersoneel bij te sturen, na een geslaagde mobilisatie in de openbare sector. Deze was er gekomen nadat Van Quickenborne besloten had deze te hervormen zonder overleg met de sociale partners.
Tevens is hij een uitgesproken voorstander van een miljonairstaks en is hij actief binnen sp.a, meer bepaald te Brussel. Hij is lokaal voorzitter van deze partij te Vorst en bij de Brusselse gewestverkiezingen van 2014 was hij lijstduwer op de sp.a-kieslijst. Hij werd niet verkozen.
Daarnaast had hij een internationale carrière als scheidsrechter in het korfbal.